# Baza lotnicza Sede Dow
Baza Lotnicza Sede Dow - wojskowa baza Sił Powietrznych Izraela położona przy porcie lotniczym Sede Dow w Tel Awiwie, w centralnej części Izraela.
Lotnisko przypomina kształtem literę „L”, której pionowa długa kreska jest wykorzystywana przez lotnictwo cywilne, natomiast poziomą krótką podstawę wykorzystuje lotnictwo wojskowe. Z racji swojego położenia jest to najłatwiej dostępna ze wszystkich baz Sił Powietrznych Izraela.

## Historia
Była to pierwsza izraelska baza sił powietrznych utworzona podczas Wojny o Niepodległość w 1948 roku.

## Eskadry
W bazie stacjonuje kilka eskadr bojowych:
- 100 Eskadra („Latający Wielbłąd”) – samoloty pasażerskie Beech 200, Cessna 206C i wielozadaniowe Dornier Do 27.
- 125 Eskadra („Lekkie Helikoptery”) – lekkie helikoptery Bell 206B i Bell OH-58B.
- 135 Eskadra („Lekki Transport”) – samoloty pasażerskie Beech 200 i Beech 36.
- 191 Eskadra – samoloty zwiadu elektronicznego C-12D/K Huron.